# Operatie Goldflake
Operatie Goldflake was de codenaam voor een geallieerde militaire operatie in de Tweede Wereldoorlog in Europa. 

## Geschiedenis
In februari 1945, toen de geallieerden bezig waren aan een opmars in Noordwest-Europa, werd het Canadese Eerste Legerkorps vanuit Italië via de haven van Marseille overgeplaatst naar het front in Nederland. Onder de noemer Operatie Goldflake werden de Canadese 1e Infanteriedivisie, de Canadese 5e Pantserdivisie en de Canadese 1e Pantserbrigade toegevoegd aan het Canadese 1e Leger, zodat voor het eerst het gehele Canadese 1e Korps en het Canadese 2e Korps ten strijde trok onder dezelfde commandant.